# Riojasauridae
Riojasauridae je čeleď sauropodomorfních dinosaurů žijících v období svrchního triasu (asi před 228 až 213 miliony let). Do této malé čeledi patří rody Riojasaurus a zřejmě také Eucnemesaurus. Jejich zástupci žili na území dnešních jižních kontinentů (někdejší Gondwany), konkrétně na území Jihoafrické republiky a Argentiny.
V období triasu byli sauropodomorfové rozšíření zejména na území jihozápadní Gondwany, tedy současné Jižní Ameriky. Nalézáme zde malé archaické formy zhruba do hmotnosti 50 kilogramů, robustnější riojasauridy i první obří formy ze skupiny lessemsauridů.